# وانگکانگ
وانگکانگ (به لاتین: Wangcang County) یک شهرستان در جمهوری خلق چین است که در گوانگیوان واقع شده‌است.